# Агуло
Агуло (ісп. Agulo) — муніципалітет в Іспанії, у складі автономної спільноти Канарські острови, у провінції Санта-Крус-де-Тенерифе, на острові Ла-Гомера. Населення — 1180 осіб (2010).
Муніципалітет розташований на відстані близько 1840 км на південний захід від Мадрида, 100 км на захід від Санта-Крус-де-Тенерифе.
На території муніципалітету розташовані такі населені пункти: (дані про населення за 2010 рік)
- Агуло: 682 особи
- Лепе: 18 осіб
- Ла-Пальміта: 51 особа
- Лас-Росас: 61 особа
- Крус-де-Тьєрно: 71 особа
- Хуего-де-Болас: 24 особи
- Меріга: 33 особи
- Пахар-де-Бенто: 109 осіб
- П'єдра-Горда: 10 осіб
- Серпа: 48 осіб
- Ла-Вега: 73 особи

## Демографія
Динаміка населення (INE ):

## Галерея зображень

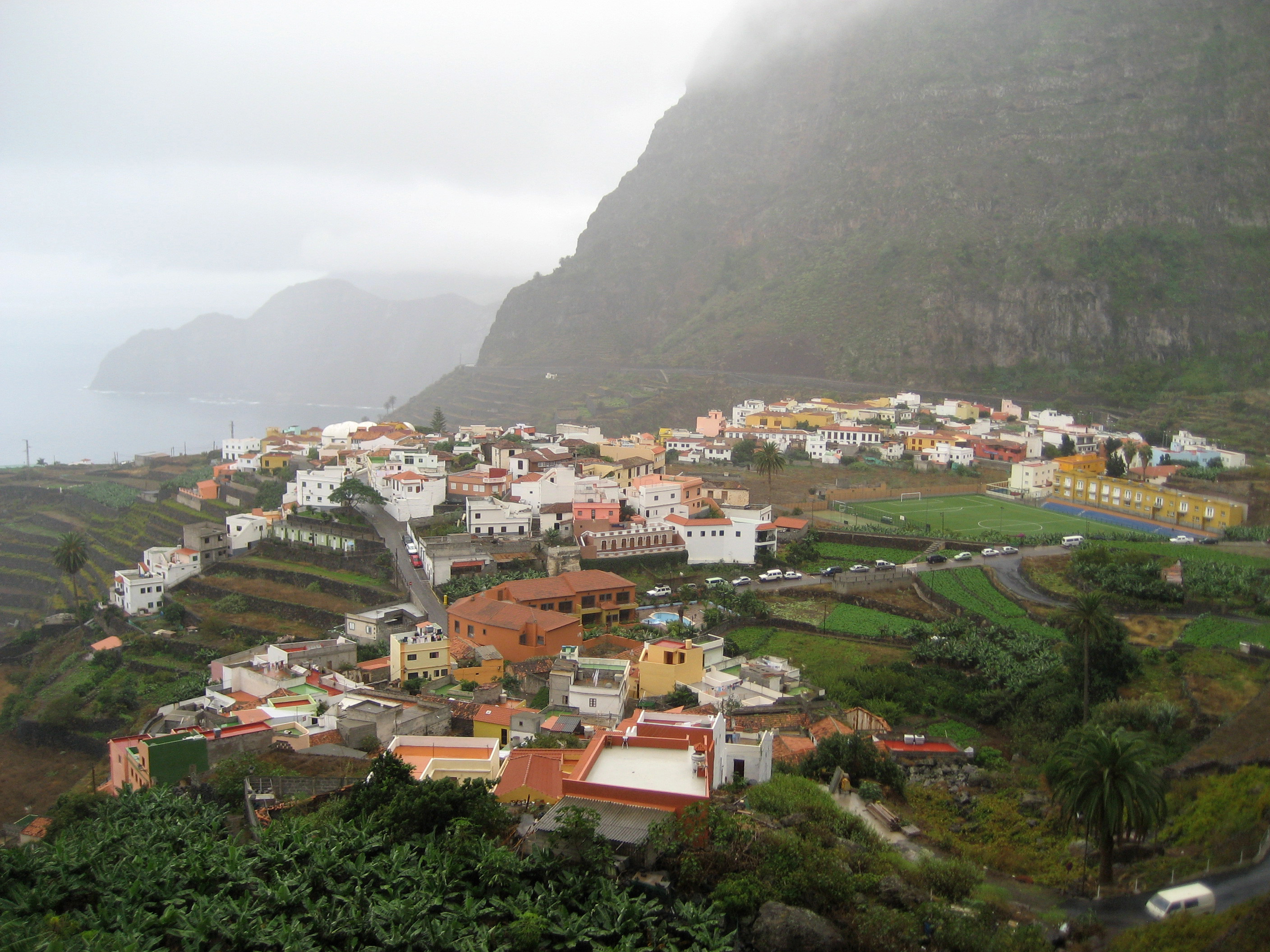
Агуло